# Oribotritia allocota
Oribotritia allocota är en kvalsterart som beskrevs av Wojciech Niedbała 2003. Oribotritia allocota ingår i släktet Oribotritia och familjen Oribotritiidae. Inga underarter finns listade i Catalogue of Life.